# American Conquest: Fight Back
American Conquest: Fight Back (From Alaska to the Amazon) est la première extension d'American Conquest. Il s'agit d'un jeu complet qui ne nécessite pas le jeu original.

## Nouveautés
- 50 nouvelles unités
- 5 nouvelles nations : Portugal, Russie, Allemagne, Haida et Hollande, élevant le total à près de 17 nations.
- Gestion du moral des troupes
- Un nouveau mode Champ de Bataille pour des batailles ultra-rapides: vos armées affrontent des armées adverses, sans soucis économique.
- 8 nouvelles campagnes pour un total de 26 missions
- Un nouveau générateur de cartes aléatoires
- Un zoom arrière suffisamment large permettant une vue globale d'une bataille

## Accueil
| American Conquest: Fight Back |      |        |
| Média                         | Pays | Notes  |
| Computer Gaming World         | US   | 2/5    |
| GameSpot                      | US   | 76 %   |
| IGN                           | US   | 78 %   |
| Jeux Vidéo Magazine           | FR   | 15/20  |
| Jeuxvideo.com                 | FR   | 16/20  |
| Compilations de notes         |      |        |
| Metacritic                    | US   | 66 %   |
| GameRankings                  | US   | 65,7 % |